# Whatley, Alabama
Whatley är en ort i Clarke County, Alabama, USA.